# Kosei Shibasaki
Kosei Shibasaki (født 28. august 1984) er en japansk fodboldspiller, som spiller for den japanske fodboldklub Sanfrecce Hiroshima.